# Marthabo
Marthabo är en fest- och kurslokal i Sjundeå i Finland. Lokalen ligger nära Sjundeå kyrkoby i landskapet Nyland. Tomten för Marthabo skänktes åt Sjundeå Marthaförening av godsägare Vilhelm Salovius år 1930. På tomten byggdes Marthabo samma år. Lokalen invigdes den 6 november 1930.
Mellersta Sjundeå Marthakrets huserade i byggnaden från 1933 till 2022. Föreningen anordnade bland annat vävningskurser i byggnaden. Våren 2022 överlämnade Mellersta Sjundeå Marthakrets Marthabo till föreningen Marthabo r.f. som grundades för att vårda huset. Marthabo hyrs ut för olika evenemang.